# Erateina brunnea
Erateina brunnea är en fjärilsart som beskrevs av W. Warren 1906. Erateina brunnea ingår i släktet Erateina och familjen mätare. Inga underarter finns listade i Catalogue of Life.